# 1030
El 1030 (MXXX) fou un any comú començat en dijous del calendari julià.

## Esdeveniments
- Olaf II de Noruega mor en la batalla de Stiklestad entre cristians i pagans.
- Es cremen vius diversos seguidors del catarisme a Itàlia